# Ermita de San Vicente Ferrer (Onda)

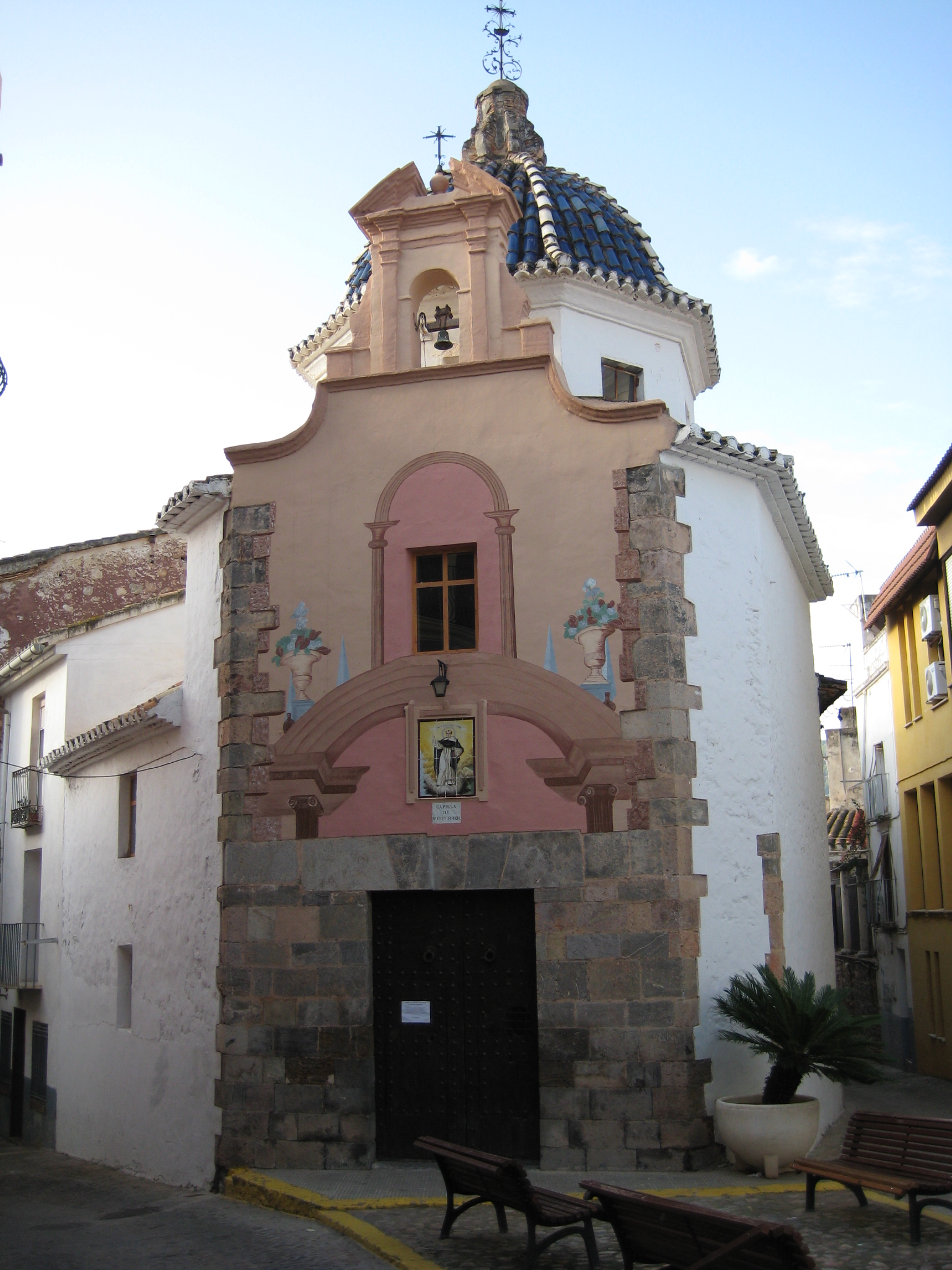
Fachada de la ermita o capilla de San Vicente.

La ermita de San Vicente Ferrer de Onda (Provincia de Castellón, España) está construida sobre el lugar en que, según la tradición, predicó san Vicente Ferrer en su visita a Onda en 1412, después de intervenir en el Compromiso de Caspe. 
Se trata de una ermita de planta central con cúpula de media naranja con iluminación natural superior. Está adornada con pilastras de orden corintio. 
El altar presenta cuatro columnas corintias, quedando indicado en el mismo la fecha de 1792. Tiene dibujos al fresco en las pechinas con Santos de la Orden de los Dominicos. Consta también de cuadros en los dos muros laterales. 
En la fachada exterior se puede ver un panel devocional de cerámica representando al Santo titular (siglo XIX). 
La cubierta es de teja cerámica vidriada de color azul, con los límites de su base octogonal en cerámica blanca. El resto de la cubierta es de teja cerámica y el remate de hierro forjado.